# 朱表𣡵
庆成恭裕王朱表𣡵（1474年—1560年3月17日），明朝庆成端顺王朱奇浈嫡长子，明朝第四代庆成王。

## 生平
初封镇国将军。正德十一年（1516年）三月，朱表𣡵等庆成王府宗室因被查实多有作恶纷纷受罚，其中朱表𣡵被姑且宽宥。
朱奇湞喜歡與士大夫交遊，朱表𣡵則深居簡出。
嘉靖十二年（1533年），朱奇浈去世。
慶成王府輔國將軍朱表栟聽儀賓齊相等撥置，挾取民財，為撫臣所劾。嘉靖十三年（1534年）三月，明世宗令長史让朱表𣡵戒飭他们，将齊相交给撫臣调查讯问。
朱表𣡵的弟弟镇国将军朱表杜性貪戾，朱表𣡵遣人支用祿米，被其在白天从闹市抢走。朱表杜等还诬奏朱表𣡵父子烝淫大惡、抑勒宗室、奏請橫索軍校月粮等事。朱表𣡵的庶长子朱知燫也上奏揭发朱表杜等的丑事，世宗詔下撫按官勘問，涉及宮闈的由司禮監官張進前去调查，查得实情，十一月，削朱表杜为庶人。
嘉靖十四年（1535年）十二月，世宗遣隆平侯張偉等為正使持節，翰林院檢討李本等為副使捧冊，封朱表𣡵為慶成王，夫人張氏為慶成王妃。
山西布政司每年押解祿粮到汾州，輔囯將軍朱奇湋等秘密聚众乘隙进入州府劫取五鞘，说是以前年节拖欠的数目，朱表𣡵代为上奏。抚按官上奏要求重处，都察院商议，嘉靖十八年（1539年）十二月，世宗下诏切责朱表𣡵，革朱奇湋、輔國將軍朱奇濂、朱奇濊、奉國將軍朱表杹、朱表𣠹、朱表杆、鎮国中尉朱知煿、朱知炃、朱知點等祿米五分之一。
慶成王府鎮國中尉朱知𤌷的恭人賀氏入府后生三女，朱知𤌷病重，贺氏知道他不能痊愈，秘密去靜室自縊，被家人救下，又吞水銀自杀，仍被救下，说毒已入臟腑不可救，即使可救，也会再求死，不饮食、不说话，最终與朱知𤌷同時去世。朱表𣡵上报，禮部认为恭人命婦没有旌表的例子，上疏請求世宗裁定。嘉靖二十七年（1548年）六月，世宗嘉其節，下詔特許旌表其贞烈，但不得引以为例。
先前嘉靖二十六年（1547年），朱表𣡵上奏自己七十四岁，王妃张氏七十岁，王妃无出，请求以庶长子镇国将军朱知燫为庆成长子，朱知燫嫡长子辅国将军朱新𡐾为庆成长孙。礼部上奏，嘉靖二十八年（1549年）七月，世宗准许。
嘉靖三十四年（1555年）十二月，山西撫按官蘇祐、巡撫山西右副都御史王崇等奏朱表𣡵有賢行、仁孝和睦、朴實寡言、讀書好禮、謹守憲度，年已八旬，请求照例存問、旌表，礼部查照節年恩詔及朱奇湞事例上奏，世宗下詔准奏，遣官员带着敕书獎諭，赏赐金币。
慶成王府奉國將軍朱知熧與群盜勾结，行劫殺人，被朱表𣡵察觉囚禁在府中。
嘉靖三十九年（1560年）二月，朱表𣡵去世，按例賜祭葬，谥恭裕。嘉靖四十一年（1562年）十月，朱知燫受册袭封。

## 评价
- 《名山藏》卷之三十六：訥好礼。
- 《弇山堂别集》卷034：仁孝好禮。
- 《弇山堂别集》卷072：敬順事上，强學好問。
- 《國朝獻徵錄》卷之一：樸茂寡言，篤於孝友，好文謹度，譽動國中。
- 《明史》：樸寡言，孝友，好文學。[13]

## 家庭

### 妻妾
- 妾汪氏，生朱知燫[4]

### 子孙
- 庶長子庆成安穆王朱知燫
- 庶次子朱知煪，弘治十四年（1501年）正月赐名[17]